# Burgruine Alt-Albeck
Als Burgruine Alt-Albeck werden die Reste einer Niederungsburg bei Albeck in Kärnten bezeichnet. Das im 10. Jahrhundert errichtete Bauwerk wurde im Jahr 1155 erstmals urkundlich erwähnt. Ab Ende des 17. Jahrhunderts wurde die Burg weitgehend abgetragen, so dass heute nur noch wenige Mauerreste zu sehen sind. Die Ruine steht unter Denkmalschutz.

## Geschichte
Die Burg wurde im 10. Jahrhundert auf einem Felskegel oberhalb der Engen Gurk errichtet, nachdem die Gegend um das heutige Albeck im Jahr 898 durch kaiserliche Schenkung an die Grafen von Friesach-Zeltschach gekommen war, den Vorfahren der Hemma von Gurk. Diese schenkte die Herrschaft Albeck im Jahr 1043 dem von ihr gegründeten Nonnenstift in Gurk. Nachdem dieses schon 1070 wieder aufgelöst worden war, übergab das Erzbistum Salzburg dessen Besitztümer dem von ihm neu gegründeten Bistum Gurk. Als Lehensnehmer wurde eine Familie eingesetzt, die sich nach Albeck nannte. 
Die erste urkundliche Erwähnung der Burg, die das mittlere Gurktal kontrollierte, findet sich erst im Jahr 1155, als das Bauwerk ausgebaut wurde. Ab 1160 wird Rudolfus de Albek († 1191) als Besitzer genannt, dessen Sohn Dietrich von Albeck († 1194) Bischof von Gurk war. Da Rudolfus jüngerer Sohn Poppo ebenfalls kinderlos geblieben war, ging der Besitz durch Schenkung an das Gurker Bistum. Anschließend kam es allerdings zu Erbstreitigkeiten zwischen dem Bistum sowie dem Vetter von Rudolfus, Liutold von Peggau, sowie dessen Bruder Ulrich I. von Peggau-Pfannberg. Während Liuthold alsbald auf das Erbe verzichtete, zogen sich die Streitigkeiten zwischen Ulrich und dem Gurker Bischof noch über viele Jahre hin, in denen Ulrich schließlich exkommuniziert wurde, nachdem er in einer Fehde gegen den Gurker Bischof kirchliches Gut verwüstet hatte. 
Erst im Jahr 1264 war die Herrschaft endgültig wieder unter Kontrolle des Bistums. Zunächst wurden eigene Ministeriale mit der Herrschaft eingesetzt, nach 1339 hingegen vorwiegend Pfleger, die ab Mitte des 15. Jahrhunderts in der Herrschaft auch die hohe Gerichtsbarkeit ausübten. 

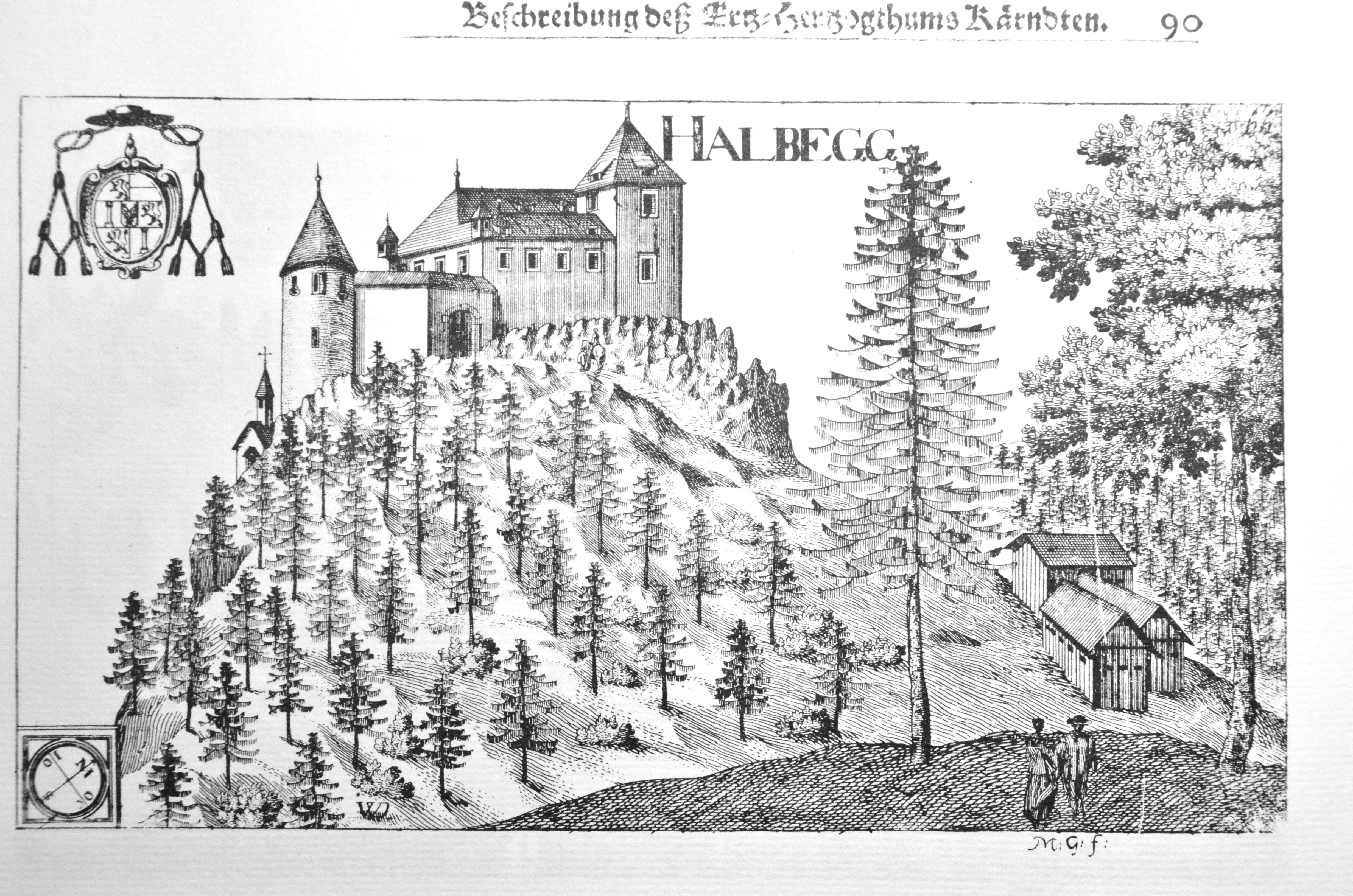
Burg Albeck auf einem Stich von Valvasor (1688)

Für das Jahr 1651 ist eine Restaurierung der Burg durch den Pfleger Ulrich von Basayo dokumentiert, und unter Bischof Johann VIII. (reg. 1675–1696) erfolgten weitere Instandsetzungsarbeiten. Valvasor stellt das Anwesen 1688 als noch vollkommen erhalten dar, wenngleich er es als „auf einem recht wilden und abscheulichen Ort“ gelegen bezeichnet. Schon ab Ende des 17. Jahrhunderts wurde die Burg allerdings abgetragen. Die Steine wurden für die Errichtung von Schloss Albeck verwendet, das um 1700 in etwa zwei Kilometer Entfernung zur alten Burg als neuer Herrschaftssitz entstand. Das Eingangstor des Schlosses ist das alte Burgtor.

## Beschreibung
Da die Burg großteils abgetragen worden ist, sind Reste der Burg nur spärlich vorhanden, großteils von Pflanzen überwuchert und im Wald nurmehr schwer auffindbar. Es finden sich noch Reste eines Rundturmes sowie der Kapelle, die noch 1870 benutzt worden war. Der quadratische Chor und der halbkreisförmige Triumphbogen der im 12. oder 13. Jahrhundert im romanischen Stil errichteten Kapelle sind noch zu erkennen.